# Karin Holmgren
Karin Holmgren, född 1959 i Sundbyberg, är en svensk biolog och naturgeograf. Hon är professor i naturgeografi och är sedan 1 januari 2019 vikarierande rektor för Sveriges lantbruksuniversitet (SLU)

## Karriär
Holmgren har en grundutbildning i biologi och geovetenskap från Stockholms universitet.
Holmgren har arbetat för Sida med mark- och miljövård på distrikt- och bynivå i Tanzania under tre år, samt under två år som miljöbiståndshandläggare vid huvudkontoret i Stockholm.
2010-2015 var Holmgren direktör för det strategiska partnerskapet Navarino Environmental Observatory mellan Stockholms universitet, Vetenskapsakademin i Aten och det grekiska ekoturismföretaget TEMES (Tourism Enterprises in Messinia).
Sedan 1 mars 2016 är Holmgren professor i naturgeografi vid SLU:s institution för stad och land, hon tillträdde samtidigt som prorektor och ställföreträdare för dåvarande rektor Peter Högberg. Sedan 1 januari 2019 är Holmgren vikarierande rektor för SLU.